# 五氟氧化碘
五氟氧化碘是碘的一种氟氧化物，化学式 IOF5。

## 制备
五氟氧化碘可以由七氟化碘和水、五氧化二碘、二氧化硅或磷酰氟反应而成：
IF7 + H2O → IOF5 + 2 HF
2 IF7 + I2O5 → 2 IOF5 + 2 IOF3
2 IF7 + SiO2 → 2 IOF5 + SiF4
IF7 + POF3 → IOF5 + PF5
它也可以由高碘酸或高碘酸盐和氟化氢反应而成，反应也会产生其它氟氧化物。

## 结构
五氟氧化碘分子呈C4v对称性的八面体结构，它的I-F键长为1.826 Å，I-O键长为1.725 Å，O-I-F键角为97.2°。

## 反应
五氟氧化碘和四甲基氟化铵反应，生成N(CH3)4+IOF6-。它也会和一氟化氯反应产生三氟氧化氯。
它和石墨反应，生成黑色的石墨层间化合物。五氟氧化碘也会与五氟化砷和五氟化锑形成加合物。